# アロサウルス科
アロサウルス科 (Allosauridae) は、アロサウルス上科に属する恐竜の一群である。

## 概要
中型から大型の二足歩行動物である新獣脚類アロサウルス上科に属する恐竜のタクソン。ジュラ紀後期に栄えた。アロサウルス科はかなり古くから知られる分類群で、オスニエル・チャールズ・マーシュによって1878年に命名された。その際、アロサウルス、エレクトプス、サウロファガナクスの3属を内包するとされた。その後、アントロデムス、エパンテリアス等、多くのタクサがこのグループにぶち込まれた。アントロデムスはアロサウルスより前（1870年）に記載されているが、当時から疑問名扱いだったのでアロサウルスが模式属となった。アロサウルス科を構成する属の一つエパンテリアスもアロサウルスの大型種という意見や特大のアロサウルス・フラギリスであるとする説がある。アロサウルス科は、側方への上昇が制限された距骨、外側の関節丘よりも内側中央部、および関節丘の表面を横切る水平溝を特徴とする
。アロサウルス科は、一時期は極めて広く放散したグループで南極大陸とインドを除くすべての大陸でメンバーが発見されていると思われていたが、獣脚類研究初期においてアロサウルス的なカルノサウルス類がすべてアロサウルス科に分類されていただけに過ぎなかったり、分岐分析に基づく再検討の結果いくつかの近縁属がまとめて独自の科として区別されるなどした為、現在アロサウルス科に残されているのは独自性が疑わしいものを含めてわずか3属（アロサウルス、サウロファガナクス、エパンテリアス）のみであり、北米とヨーロッパのみの分布となっている。

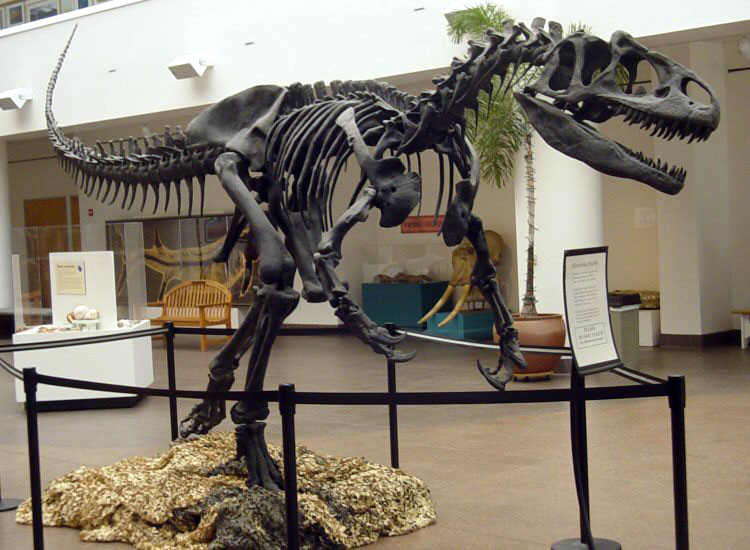

## 系統発生
アロサウルス科はモノロフォサウルス属、シンラプトル科、ネオヴェナトル科、カルカロドントサウルス科などと共にアロサウルス上科を構成する。アロサウルス上科のアロサウルス科以外のメンバーの大半はもともとアロサウルス科に含めれていた。このグループは鳥類やティラノサウルス類を含むコエルロサウルス類の姉妹群である。

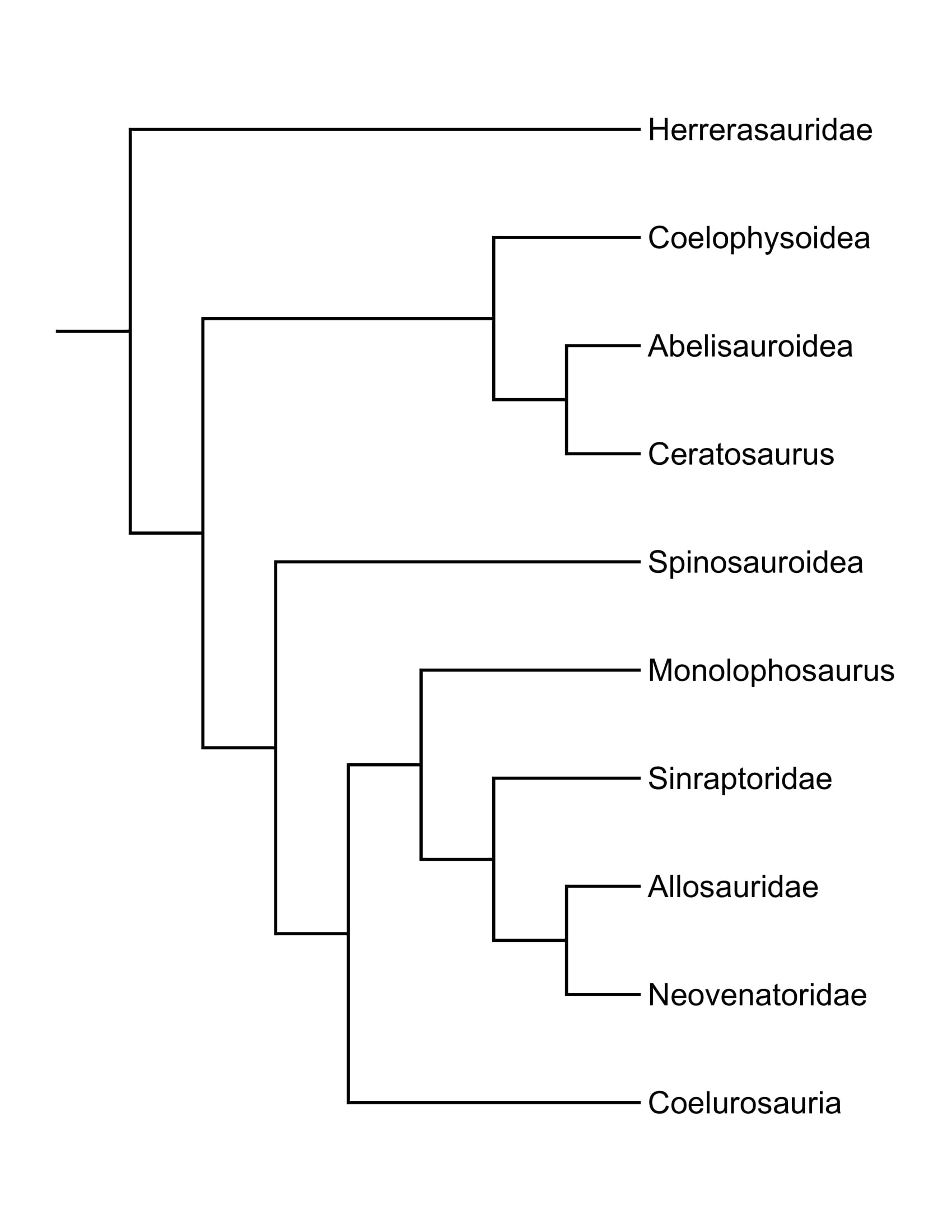
アロサウルス科と他の獣脚類の系統樹。エディーとクラークの2011年の論文参照